# Paul Herre
Paul Herre (* 14. Juni 1876 in Magdeburg; † 6. Oktober 1962 in Rottenburg am Neckar) war ein deutscher Historiker.

## Leben
Paul Herre studierte Neuere und neueste Geschichte in Berlin, Jena und Leipzig. Von 1906 bis 1912 war er Privatdozent an der Universität Leipzig und danach bis 1920 außerordentlicher Professor.
Herre hat den 7. Band der Ullsteinschen Weltgeschichte redaktionell betreut und darin das Kapitel über die allgemeine Entwicklung des Staatensystems verfasst. Gemeinsam mit Otto Buek versuchte sich Herre an der Herausgabe der Zeitschrift Die Geisteswissenschaften. Sie musste jedoch im Unterschied zu der von Arnold Berliner (1862–1942) im gleichen Jahr herausgebrachten und heute noch erscheinenden Zeitschrift Die Naturwissenschaften 1914 bereits wieder eingestellt werden.
Ab 1920 war er Regierungsrat im Auswärtigen Amt und ab 1921 Direktor im Reichsarchiv. Von 1921 bis 1923 arbeitete er zusammen mit seinem wichtigsten Redaktionsmitarbeiter Kurt Jagow an der Herausgabe des Politischen Handwörterbuchs im Leipziger Verlag Koehler. 190 Mitautoren bearbeiteten 5000 Stichwörter. Daraus entstand ein Werk in zwei Bänden mit insgesamt 2200 Seiten, ein Meilenstein der politischen Bildung und Politikwissenschaft in der jungen Republik.
1941 veröffentlichte er in dem Band Deutschland und die europäische Ordnung, herausgegeben von Georg Leibbrandt und Egmont Zechlin, eine Huldigung Adolf Hitlers und der nationalsozialistischen Vorstellung von Volksgemeinschaft. Nach Kriegsende wurden seine Schriften Die Südtiroler Frage (Beck, München 1927), die ethnozentrisch-deutschnationale Züge trägt, und Deutschland und die europäische Ordnung (Deutscher Verlag, Berlin 1941) in der Sowjetischen Besatzungszone auf die Liste der auszusondernden Literatur gesetzt.
In seiner 1954 erschienenen Schrift Kronprinz Wilhelm distanzierte sich Herre von seiner eigenen weltanschaulichen Vergangenheit, indem er die damnatio memoriae des 1951 verstorbenen Friedrich Wilhelms von Preußen eröffnete. Wie Fritz Fischer und andere namhafte Historiker der Weimarer Republik und des Dritten Reiches vollführte auch so Paul Herre nach Kriegsende einen plötzlichen Sinneswandel.

## Werke (Auswahl)

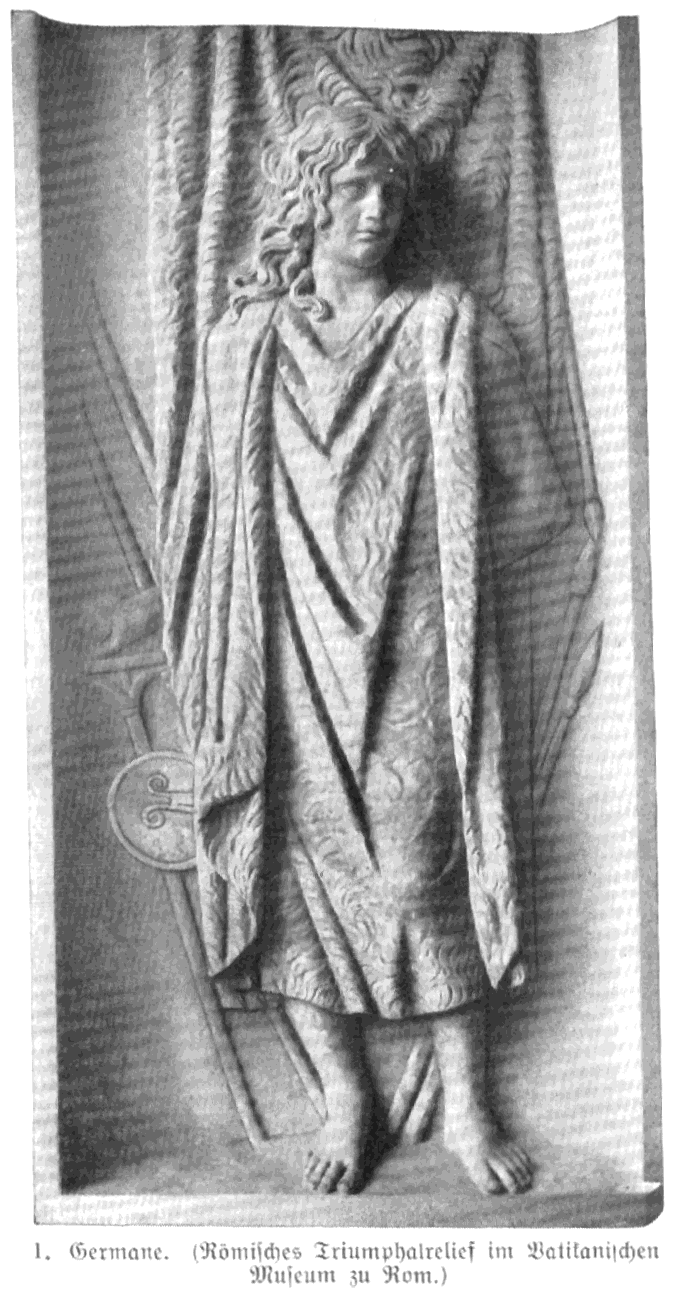
"Germane". Römisches Triumphalrelief im Vatikanisches Museum zu Rom. Abbildung aus Deutsche Kultur des Mittelalters in Bild und Wort von Dr. Paul Herre. Verlag von Quelle & Meyer in Leipzig 1912.

- Papsttum und Papstwahl im Zeitalter Philipps II. Teubner, Leipzig, 1907.
- Der Kampf um die Herrschaft im Mittelmeer. Die geschichtliche Entwicklung des Mittelmeerraums. Quelle & Meyer, Leipzig 1909.
- Quellenkunde der deutschen Geschichte. 8. Aufl. unter Mitwirkung von Ernst Baasch [et al.] Hrsg. von Paul Herre. K.F. Koehler, Leipzig 1912.
- Deutsche Kultur des Mittelalters in Bild und Wort. Quelle & Meyer, Leipzig 1912.
- Von Preußens Befreiungs- und Verfassungskampf. Aus den Papieren des Oberburggrafen Magnus von Brünneck (1786–1866). E. S. Mittler, Berlin 1914.
- Geschichtliche Schlaglichter auf den Weltkrieg, gesammelte Aufsätze. Velhagen & Klasing, Bielefeld, Leipzig 1916 (Digitalisat).
- Politisches Handwörterbuch. Unter redaktioneller Mitwirkung von Kurt Jagow hrsg. von Paul Herre. 2 Bände. K. F. Koehler, Leipzig 1923, DNB 560549334. Erster Band A–K [Digitalisat GoogleBooks] Zweiter Band L–Z [Digitalisat GoogleBooks]
- Weltgeschichte der neuesten Zeit. 1890–1925. 2 Bände. Ullstein, Berlin 1925.
- Die Südtiroler Frage. Entstehung und Entwicklung eines europäischen Problems der Kriegs- und Nachkriegszeit. München 1927.
- Fürst Bülow und seine Denkwürdigkeiten. Quaderverlag, Berlin 1931.
- Die geheime Ehe des Erbprinzen Wilhelm Gustav von Anhalt-Dessau und die Reichsgrafen von Anhalt. Gast, Zerbst 1932.
- Nordafrika als Objekt der europäischen Kolonialpolitik. In: Die Welt als Geschichte. Zeitschrift für universalgeschichtliche Forschung (WaG). Bd. 2 (1936), S. 169–185.
- Das Mittelmeer als geschichtlicher Schauplatz. In: Mittelmeer. Handbuch für Reisende von Karl Baedeker.  Karl Baedeker Verlag, Leipzig 1934, S. XXXVII-LI [37-51].
- Schöpferisches Alter. Geschichtliche Spätaltersleistungen in Überschau und Deutung. Hase & Koehler, Leipzig 1939; 2., ergänzte Auflage 1943.
- Deutschland und die europäische Ordnung. Deutscher Verlag, Berlin 1941.
- Kronprinz Wilhelm. Seine Rolle in der deutschen Politik. Beck, München 1954.